# Джо Фланиган
Джо Фланиган (на английски: Joe Flanigan) е роден в Лос Анджелис и се мести със семейството си в малко ранчо в покрайнините на Рино, Невада(Близо до предполагаемото местоположение на „Зона 51“). Посещава училище в Оджай, Калифорния, а след това получава диплома по история от Университета на Колорадо, където е тренирал ски на световно ниво. След година прекарана в Париж, Фланиган започва да пише за Кепитъл Хил. След като се мести в Ню Йорк, за да учи актьорско майсторство се включва в The Neighborhood Playhouse. Фланиган се мести отново в ЛА през 1994. Телевизионният му дебют му предвещава бляскаво бъдеще. Започва да се появява регулярно в няколко сериала като: От местопрестъплението: Маями, Birds of Prey, Tru Calling и Judging Amy. Най-популярната му роля е в култовия научнофантастичен сериал Старгейт Атлантис, където той играе главната роля. Спортна натура, Фланиган обича да кара ски, катеренето, сърф и планинско колоездене. Живее в Малибу Калифорния заедно с жена си и трите си деца. Макар и по-малко известен, Фланиган успява да привлече вниманието на режисьорите. Главната му роля в един от най-добрите sci-fi сериали му носи освен финансовите награди и верността на милиони фенове.
Със идеалната си фигура, приятна усмивка и „предизвикателна“ прическа, Фланиган има големи възможности за в бъдеще. Избрал пътя на актьор, пренебрегвайки способностите си за фотомодел, той прави отлична кариера и семейство.